# Мирове (Кременецький район)
Мирове́ — село в Україні, у Шумській міській громаді Кременецького району Тернопільської області. Розташоване на річці Вілія на північному сході району.  Раніше називалося Голибіси. 
Розташоване над річкою Вілія. Населення — 427 осіб (2016).

## Історія
Поблизу села виявлено археологічні пам'ятки часів Київської Русі.
Перша писемна згадка — 1513 року, впродовж XVI століття село належало родині Боготивинів. Майже півстоліття між членами родини Боговитинів тривали майнові суперечки з приводу земельних володінь. Згодом село переходить у власність Софії Чарторийської, яка опікувалась розвитком освіти та церкви в регіоні. 15 грудня 1605 року село Голибіси було продане Михаїлу Вишневецькому, старості Овруцькому, що не був прихильником православної віри й активно поширював католицизм у своїх володіннях. Протягом 1575 та 1576 років територія Шумщини зазнала спустошливих турецько-татарських набігів, мешканці навколишніх сіл поповнили ясир завойовників.
1703 року Голибіси згадуються як один із маєтків кременецького старости воєводи Януша-Антонія Вишневецького, а потім – каштеляна краківського, ярого католицького фанатика. У 1725 році територія села разом із навколишніми поселеннями стає приданим дочки Франціски-Терези, яка виходить заміж за князя Михайла-Казимира Радзивіла, ордината Олицького і Несвіжського. Новий власник допоміг із будівництвом місцевого храму, у якому службу мав відправляти ксьондз. Однак, як засвідчує документ, датований 26 серпнем 1732 роком, до того часу вона не функціонувала, тому він ініціював передачу її під опіку Матеуша Мацієвича. Вважається, що в цей період сільський храм використовувався для богослужінь католиками.
З 1770 року у селі функціонує православний храм, а у 1880 році до нього було добудовано трьохярусну дзвіницю.
Після третього поділу Речі Посполитої 1795 року село перейшло в склад Шумської волості Кременецького повіту волинської губернії Російської імперії. Однак, до кінця першої чверті ХІХ ст. перебувало в особистій власності князів Радзивілів, які згодом продають його своєму управителю шляхтичу Іосифу Раєвському.
Поразка польських визвольних повстань 1831 і 1861 років спричинила посилення антипольських настроїв в Російській імперії. Польські шляхтичі втрачають володіння на території Шумщини, у 1854 році навколишні села переходять у власність радника і кавалера, росіянина за походженням Павла Самсоновича Ситнікова та його дружини Емілії Антонівни (з роду Пайкуль), котра на відміну від свого чоловіка була лютеранкою. Павло Ситніков отримав село у власність, за кілька років віддав його в оренду єврею Фринкилю. Становище селян, які перебували під владою орендаря, було важким, оскільки їм приходилось сплачувати подвійну ренту – і єврею-орендарю, і власне поміщику.
Після 1861 року власником Голибіс став 32-річний старший син Ситнікових, капітан-лейтенант у відставці Костянтин Павлович. Судячи із документів, поміщики Ситнікови разом із своїми родинами постійно мешкали у Голибісах і товаришували із місцевими землевласниками. Після смерті Костянтина Ситнікова у 1887 році родові землі перешли у власність їх нащадків.
Мешканці села жили небагато, крім землеробства займалися бджільництвом та ремісничою діяльністю. Найпоширенішими прфесійними заняттями було столярство та чоботарство. Через відсутність медичного обслуговування високим був рівень смертності від простудних чи інфекційних хвороб. Найбільш трагічним для Голибіс виявився 1855 рік, впродовж півтора місяця від 30 червня по 16 липня від холери померло 64 людини, більшість із яких були діти віком від 1 до 14 років. На початку 1880 року в селі нараховувалось 58 дворів та 455 жителів.
11 листопада 1886 року зусиллями місцевого священника Олександра Савлучинського була відкрита церковно-приходська школа, яку відвідували місцеві дітлахи. Обов'язковим уроком був Закон Божий та церковний спів. У 1911 році зусилями мешканців села було побудовано нове приміщення для школи, у якій навчалось 40 дітей.
З 1912 року власником села став родич Ситнікових (по лінії дружини)  київський лікар Олександр Янченко, який доклав зусиль у напрямку поширення освіти серед місцевих селян. Йому належало не тільки село Голибіси, але й частина Шумська. Янченко не мешкав в своєму маєтку в Голибісах, він мав лікарську практику у Києві, де проживав, а на Шумщину час від часу приїздив.
Наприкінці Першої Світової війни поранений офіцер російської армії Остроухов став зятем Олександра Янченка, а згодом і власником маєтку. У роки Другої Світової війни родина Остроухових мешкала у маєтку і під час німецької окупації успішно вела господарство, яке було зруйноване у повоєнний період.
В умовах польського панування 1921-1939 років в селі продовжувалась політика «осадництва», яка супроводжувалась активним переселенням на землі Шумщини польських колоністів. Село входило до складу Шумської гміни Кременецького повіту Волинського воєводства. З другої половини 30-х рр. кілька сімей емігрувало в Південну Америку, дехто почав активно займатися кооперацією. У 1928 році в селі було організовано культурно-просвітницький осередок «Просвіта». У 1931 році діяло кооперативне товариство «Згода».
На 1936 рік село входило до ґміни Шумськ Кременецького повіту.
Важкий період Другої Світової війни та післявоєнної відбудови супроводжувалися репресіями, вивезенням на роботи до Німеччини та примусовою колективізацією. Багато жителів села воювало на фронтах Другої Світової війни, рядах Червоної Армії, лавах УПА «Південь». Багато людей було вивезено до Сибіру, значна частина з яких повернулася у рідні місця після смерті Сталіна в період «відлиги». Після закінчення війни село було перейменовано на Мирове.
12 червня 2020 року, відповідно до розпорядження Кабінету Міністрів України № 724-р «Про визначення адміністративних центрів та затвердження територій територіальних громад Тернопільської області» село увійшло до складу Шумської міської громади.
19 липня 2020 року, в результаті адміністративно-територіальної реформи та ліквідації Шумського району, село увійшло до складу Кременецького району.

## Пам'ятки
На території побудовані церква Св. Михаїла та дзвіниця 1927 року.

## Соціальна сфера
Діють клуб, бібліотека, ФАП, торгівельний заклад.

## Населення

### Мова
Розподіл населення за рідною мовою за даними перепису 2001 року:
| Мова       | Кількість | Відсоток |
| ---------- | --------- | -------- |
| українська | 446       | 99.55%   |
| російська  | 2         | 0.45%    |
| Усього     | 448       | 100%     |

## Відомі люди
Бабій Степан Олександрович (28 березня 1940) — український поет, прозаїк, публіцист, громадський діяч.
Бєляков Микита (2003-2023) — український військовослужбовець, учасник російсько-української війни.

## Галерея

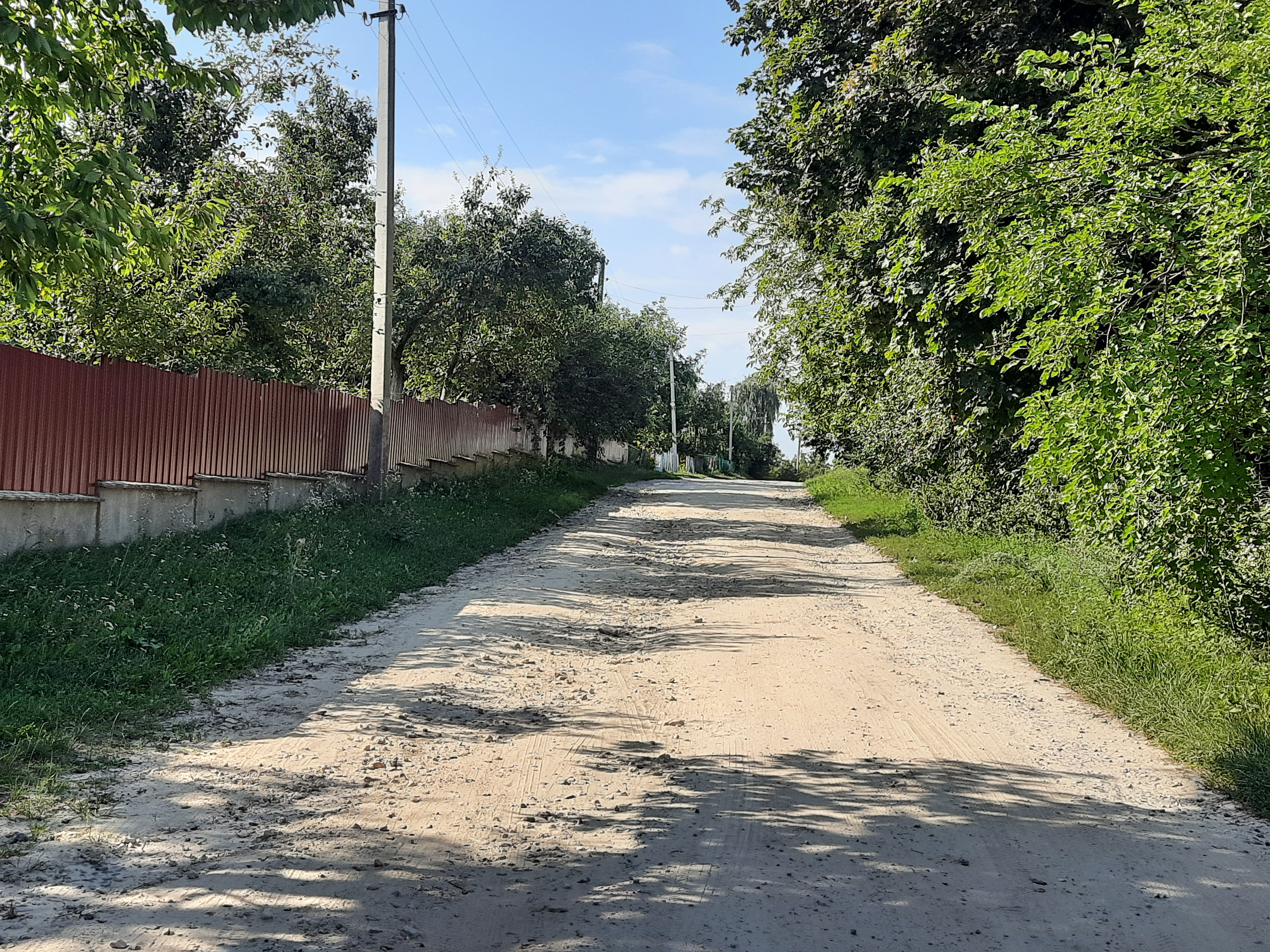
Сільська вулиця
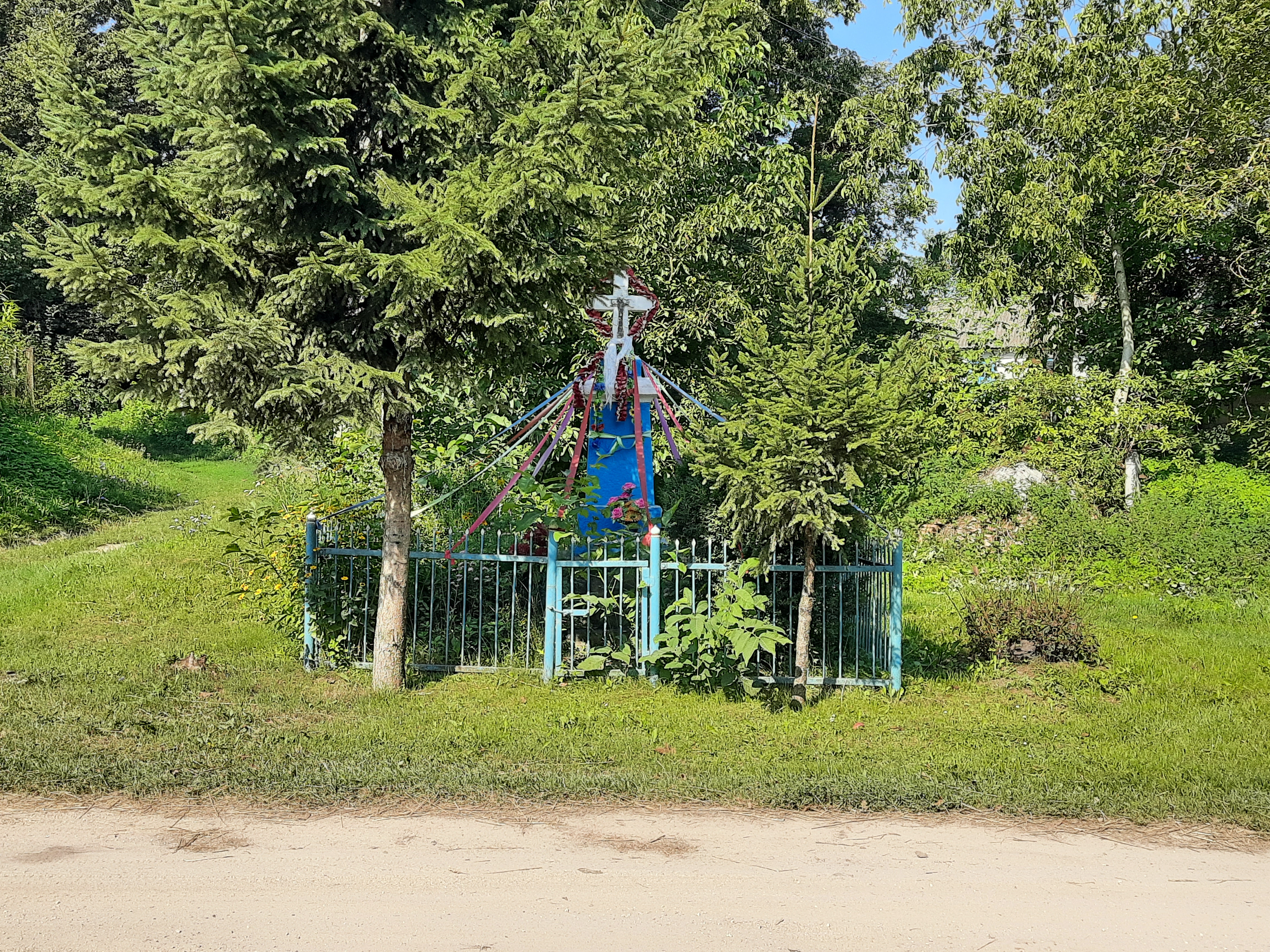
Пам'ятний хрест